# 보리스 리수노프
보리스 파블로비치 리수노프(러시아어: Борис Павлович Лисунов, 1898년 8월 19일 ~ 1946년 11월 3일)는 소련의 항공 공학자이다.

## 생애
1926년부터 소련군 항공 부대에서 기술 정비사로 근무했으며 하리코프 항공기 제39호 기장의 수석 엔지니어로 승진했다. 1936년 11월에는 미국 캘리포니아 주 샌타모니카에 위치한 더글러스 항공기 공장을 견학했고 1938년 1월 27일에는 모스크바 근교에 위치한 제84항공기 공장에서 주임 기사로 근무했다.
대숙청을 계기로 체포된 이후에도 수용소에서 항공기 개발에 착수했고 1939년에 수용소에서 개발한 PS-84가 첫 비행에 성공하면서 1940년대의 가장 흔한 여객기가 되었고 이후 석방되었다. 1942년에는 붉은 군대에서 항공 공학자로 채용되었고 나중에 레닌 훈장, 적성훈장을 받게 된다.

## 같이 보기
- 리수노프 Li-2
- 더글러스 DC-3